# مصطفى هريدي
مصطفى هريدي (8 ديسمبر 1975 -)، ممثل مصري.

## عن حياته
التحق بكلية الحقوق عام 1995 ليكون له مستقبل في المحاماة الا انه لم يدر ان الفن سيحمل له ادوارا عديدة وفرصا لم تتوافر لغيره من الممثلين وكان أول من اكتشفه المطرب «هشام عباس» في الكليب الخاص باغنيته «امي الحبيبة» الذي وعد «مصطفي» بضمه معه في أول فيلم سينمائي سيقدمه بعد تلك الاغنية. وبالفعل جاء«التجربة الدانماركية» كأول فيلم سينمائي يشارك فيه ليلعب الحظ معه في ان يشارك بفيلم لعادل امام ثم فيلم «السفارة في العمارة» ليكون الفيلم الثاني الذي يظهر فيه وبالتالي يبدأ طريق الشهرة ويعرفه الجمهور اما المرة الثالثة كان فيلم «مرجان احمد مرجان» والذي زاد من شهرة مصطفي هريدي. لم يقدم افلاماسينمائية فقط وانما قدم عددا من الاعلانات ومسرحية «بودي جارد» لمدة 5 سنوات ليعتبر نفسه محظوظا.

## من أعماله
- فخفخينو
- حبك نار
- التجربة الدنماركية
- إبن القنصل
- كيمو وأنتيمو
- مجنون أميرة
- عمر وسلمى ج1
- بحبك وأنا كمان
- لخمة راس
- ليلة البيبي دول
- معلش إحنا بنتبهدل
- خليك في حالك
- مرجان أحمد مرجان
- السفارة في العمارة
- حفل زفاف
- حسن ومرقص
- حبيبي نائما
- مسلسل في ميل * الموسم الثاني
- فلانتينو (مسلسل)[2][3]

## روابط خارجية
- مصطفى هريدي على موقع الدهليز
- مصطفى هريدي على موقع قاعدة بيانات الأفلام العربية